# Philocleon scudderi
Philocleon scudderi är en insektsart som först beskrevs av Morgan Hebard 1932.  Philocleon scudderi ingår i släktet Philocleon och familjen gräshoppor. Inga underarter finns listade i Catalogue of Life.